# دان بورين
دان بورين هو أمين صندوق البنك وسياسي أمريكي، ولد في 2 أغسطس 1973 في شوني في الولايات المتحدة. نشط حزبياً في الحزب الديمقراطي.

## مناصب
- في انتخابات مجلس النواب الأمريكي 2004 [الإنجليزية]‏، انتخب عضو مجلس النواب الأمريكي [الإنجليزية]‏ عن دائرة Oklahoma's 2nd congressional district [الإنجليزية]‏ وقد انضم خلال فترته النيابية [الإنجليزية]‏ (4 يناير 2005 – 3 يناير 2007) للكتلة البرلمانية الحزب الديمقراطي.
- في انتخابات مجلس النواب الأمريكي 2006 [الإنجليزية]‏، انتخب عضو مجلس النواب الأمريكي [الإنجليزية]‏ عن دائرة Oklahoma's 2nd congressional district [الإنجليزية]‏ وقد انضم خلال فترته النيابية [الإنجليزية]‏ (4 يناير 2007 – 3 يناير 2009) للكتلة البرلمانية الحزب الديمقراطي.
- في انتخابات مجلس النواب الأمريكي 2008 [الإنجليزية]‏، انتخب عضو مجلس النواب الأمريكي [الإنجليزية]‏ عن دائرة Oklahoma's 2nd congressional district [الإنجليزية]‏ وقد انضم خلال فترته النيابية [الإنجليزية]‏ (6 يناير 2009 – 3 يناير 2011) للكتلة البرلمانية الحزب الديمقراطي.
- في انتخابات مجلس النواب الأمريكي 2010 [الإنجليزية]‏، انتخب عضو مجلس النواب الأمريكي [الإنجليزية]‏ عن دائرة Oklahoma's 2nd congressional district [الإنجليزية]‏ وقد انضم خلال فترته النيابية [الإنجليزية]‏ (5 يناير 2011 – 3 يناير 2013) للكتلة البرلمانية الحزب الديمقراطي.
- انتخب عضو مجلس نواب أوكلاهوما ‏ (2002 – 2004).
- انتخب عضو مجلس النواب الأمريكي [الإنجليزية]‏ وقد انضم خلال فترته النيابية (3 يناير 2005 – 3 يناير 2013) للكتلة البرلمانية الحزب الديمقراطي.